# Доња Барица
Доња Барица је насељено мјесто у општини Брод, Република Српска, БиХ. Према попису становништва из 2013. у насељу је живјело 88 становника.

## Историја
Из овог мјеста је највећи број побијених Срба на мосту код Брода и у Логору Пожега, 26. августа 1941. У мјесту Сењак код Славонске Пожеге је постојао споменик жртвама усташког покоља у том усташком логору, а срушен је крајем 1991. од припадника Збора народне гарде. У Доњој Барици данас постоји спомен обиљежје, код којег се служи помен сваке године. Уклесана су имена 124 становника Доње Барице, убијена 1941. од усташа, као и 5 имена погинулих војника Републике Српске и три цивилне жртве. Ранији сличан споменик у Доњој Барици су 1992. срушиле оружане снаге Хрватске, али је касније направљен нови. У Броду постоји Улица 26. августа у насељу Махала, поред Саве. У улици је и спомен обиљежје, код којег се сваке године одржава помен и полагање цвијећа уз пригодан говор, у знак сјећања на српске жртве усташког терора који се десио на мосту на Сави, тог дана 1941. године, као и у Логору Славонска Пожега, у којем су страдали невини цивили из овог краја.

## Становништво
Према попису становништва из 1991. године, мјесто је имало 296 становника.
| Демографија (Барица) (Барица) (Барица) | Демографија (Барица) (Барица) (Барица) | Демографија (Барица) (Барица) (Барица) |
| Година                                 | Становника                             | Становника                             |
| -------------------------------------- | -------------------------------------- | -------------------------------------- |
| 1961.                                  | 538                                    |                                        |
| 1971.                                  | 586                                    |                                        |
| 1981.                                  | 598                                    |                                        |
| 1991.                                  | 298                                    |                                        |
| 2013.                                  | 88                                     |                                        |